# Templo de Copenhague
El templo de Copenhague es uno de los templos construidos y operados por La Iglesia de Jesucristo de los Santos de los Últimos Días, el número 118 construido por la iglesia. Al igual que el caso del templo de Vernal (Utah) y el templo de Manhattan, este es uno de los templos SUD que se ha construido a partir de un edificio ya existente. Su arquitectura es única entre los templos SUD e incluye un porche con escalones y cuatro grandes pilares en el frente similar a la entrada del Templo de Salomón en la era bíblica. El templo cuenta con dos salones para las ordenanzas SUD y dos salones de sellamientos matrimoniales, así como el clásico baptisterio, como de costumbre sostenido por 12 bueyes de fibra de vidrio. Por su cercanía a las comunidades, el templo sirve a fieles de Aarhus y Copenhague, Gotemburgo y Malmö en Suecia e Islandia.

## Construcción
La construcción del templo en Dinamarca fue anunciada por la iglesia el 17 de marzo de 1999, anticipandose el uso de un terreno propiedad de la iglesia donde se asentaba un centro de reuniones. Por ello, el templo de Copenhague fue el segundo templo construido a partir de un edificio existente, el primero siendo el Templo de Vernal (Utah) en 1997. El templo es una renovación total de la neoclásica capilla de la calle Priorvej, construida en 1931 y dedicada por John A. Widtsoe, del cuórum de los Doce Apóstoles. El interior fue completamente destripado, dejando el exterior y algunas partes del interior cuidadosamente reproducidas como recordatorios de la capilla original.
Un mes luego del anuncio público, el 24 de abril de 1999 la iglesia local presidió en la ceremonia de la primera palada y la dedicación eclesiástica del terreno a la que asistieron unos 700 fieles de la zona. El mismo día se realizó la ceremonia de la primera palada para el Templo de San José (Costa Rica).
La construcción del Templo en Copenhague se detuvo poco después de que comenzara la renovación del edificio existente al descubrir detalles con respecto a las dimensiones físicas del edificio y el nivel del agua subterránea del área. Los planos fueron rediseñados por los arquitectos de la iglesia incluyendo la demolición de una oficina de la misión SUD y un garaje conocido como localmente la "villa". La pila bautismal se trasladó a una estructura subterránea separada adyacente al templo y cubierta con una cúpula de vidrio. Se agregó una cúpula similar al templo sobre el clásico Salón Celestial.
En sustitución del centro de reuniones dominicales de la calle, se construyó una nueva capilla, la Capilla de la calle Nitivej, a poca distancia del Templo. Esta nueva capilla sirvió como punto de partida para los recorridos diarios durante la jornada de puertas abiertas del templo en 2004.

## Dedicación
El templo SUD de la ciudad de Copenhague fue dedicado para sus actividades eclesiásticas en cuatro sesiones el 23 de mayo de 2004, por el entonces presidente de la iglesia Gordon B. Hinckley. Fue el primer templo dedicado por Hinckley luego del fallecimiento de su esposa. Anterior a ello, del 29 de abril-15 de mayo de ese mismo año, la iglesia permitió un recorrido público de las instalaciones y del interior del templo al que asistieron unas 25.000 personas. Durante la jornada de puertas abiertas, se colocó una réplica de dos metros y medio de la estatua de Christus de Bertel Thorvaldsen en la entrada de la capilla para que los visitantes la vieran. La estatua original se encuentra en la Catedral de Nuestra Señora de Copenhague, a pocos minutos del centro de Copenhague. 